# Емил Стајнен
Јоанес Емилиус Мил Стајнен (Антверпен, 2. новембар 1907 — 27. март 1997) био је белгијски фудбалер.